# Aenasius brethesi
Aenasius brethesi är en stekelart som beskrevs av De Santis 1964. Aenasius brethesi ingår i släktet Aenasius och familjen sköldlussteklar. Inga underarter finns listade i Catalogue of Life.